# مايا زنقول
 مايا زنقول، كاتبة وفنانة تشكيلية ومدوّنة ومذيعة تلفزيونية لبنانية. ولدت في 30 يونيو 1986 في حاصبيا في لبنان.
اشتهرت برسومها الهزلية والكرتونية التي نشرتها في كتابها «املغام».

## نشأتها
نشأت في جدة في السعودية ثم انتقلت في عام 2002 إلى وطنها الأم لبنان حيث حصلت على درجة البكالوريوس في الآداب قسم تصميم الجرافيك عام 2007 من جامعة السيدة اللويزة.

## حياتها المهنية
بدأت في عام 2009 مدونتها الكوميدية «املغام» والتي تفاعلت خلالها مع الأحداث الاجتماعية والسياسية في الحياة اليومية للمجتمع.
أسست ستوديو التصميم في بيروت في يناير 2011، وأطلقت وزوجها طوني يمّين «بيروت بلاس تيفي» Beirut+ TV كاول قناه لبنانية علي «يوتيوب» للرسوم المتحركة ضمن أنشطة أعمال شركتهما المختصة بصناعة الفيديوهات المرسومة «ويزانك» Wezank حيث تظهر في الفيديوهات شخصيات كرتونية مستوحاة من الثقافة اللبنانية، يتعزز وجودها في حمله ترويجية علي «فيسبوك».
تتفاعل زنقول برسوماتها لتعبر عن الأحداث المحلية والإقليمية، وشاركت برسوماتها في مؤتمر عرب نت 2010، وفي صالون الكتاب الفرنكوفوني الـ17 في بيروت.

## أنشطتها
عضو في الجمعية الدولية للمصممين الطباعيين في لندن ISTD، شغلت سابقا منصب المدير الإبداعي في شركة Telephone.com بين 2010 و2011، ومصممة جرافيك في «مجموعة ريزايت» منذ 2007 وحتى 2010.، ألقت محاضرات أيضا في الجامعة الأميركية في بيروت،  وقدمت أعمالها في صالون الإبداع الأول في عمان بالأردن، وفي بيتشاكوتشا الليلة السادسة في بيروت، وفي مايو 2010 وقعت كتابها في جنيف، سويسرا.، عرضت كتابها واعمالها على الأمير فيليب أمير مقاطعة أستورياس انذاك في حفل بالحرم الجامعي في غرناطة بإسبانيا في أكتوبر 2011.، شاركت في محاضرة بعنوان «الحرب ليست مسألة خطيرة» مع باولو دي جيانانتونو في لوتشرا بإيطاليا في سبتمبر 2013، بمناسبة مهرجان الثقافة المتوسطية.

## نشاطها التليفزيوني
قدمت مايا زنقول لأول مرة برنامج تليفزيوني باسم«B وقتها» يستهدف ربات البيوت والتي لديها معرفة قليلة بعالم الكومبيوتر والإنترنت ومواقع التواصل الاجتماعي.وذلك بهدف تعليم هذه الفئة من النساء أسس التكنولوجيا من المستوى الأدنى وحتى المستوى الأعلى من المعرفة متطرقة إلى وسائل الإعلام الجديد وكيف تعمل وصولاً إلى كيفية إنشاء أعمالاً خاصة على شبكة الإنترنت. حيث بدأ عرضه لأول مرة في أغسطس 2012 ولا يزال يعمل كل يوم ثلاثاء على تلفزيون المستقبل.

## الكتب التي أصدرتها
- كتاب «املغام» الذي تعلّق فيه على الحياة اليومية في لبنان من وجهة نظر اجتماعية وسياسية، حيث صدر الجزء الأول في عام 2009.واستطاع أن يحقق واحد من أعلى 5 كتب مبيعا في محلات فيرجن ميجا ستور.[9]

وصدر الجزء الثاني في عام 2010. وكلاهما كان الأكثر مبيعا في لبنان وترجما إلى اللغة الإيطالية. حيث تم اطلاق الكتب في مهرجان الكتاب في مدينة بيزا عام 2011.
- كتاب "بيروت – نيويورك الذي أصدرته في 2016 بعد زيارتها إلى نيويورك، عقدت مقارنات بين نيويورك وبيروت، واختارت مايا 40 مقارنة وقررت رسمها وتحويلها إلى كتاب يبرهن أنّ المدينتين تتشابهان فعلًا، ومن ضمن هذه المقارنات مقارنة بين تاكسي نيويورك المعروف، وسيرفيس لبنان المشهور، الحي الصيني في نيويورك وبرج حمّود في لبنان، [11]

## جوائز
نالت جائزة «سعيد عقل للابداع» عام 2005، كما حصلت على جائزة من الجمعية الدولية للمصممين الطباعيين في لندن “ISTD” عام 2007.